# 6,7-メチレンジオキシ-2-アミノテトラリン
6,7-メチレンジオキシ-2-アミノテトラリンまたはMDATは、パデュー大学のデヴィッド・E・ニコルズらによって開発された薬剤である。ネズミを用いてこれをメチレンジオキシメタンフェタミン(MDMA)と比較した実験によると、セロトニン放出薬として作用することが示されている。この実験では、機能ではこれを代替したが、セロトニン性の神経毒性は示されなかった。従って、MDATは、非神経毒性の、ヒトにとってエンタクトゲンになりうる物質であると考えられている。